# Сессельманн, Лорен
Лорен Сессельманн (англ. Lauren Sesselmann; род. 14 августа 1983, Стивенс-Пойнт, Висконсин) — американская и канадская футболистка, защитник американского клуба «Санта-Кларита Блю Хит». Чемпионка Панамериканских игр 2011. Бронзовый призёр Олимпийских игр 2012.

## Карьера

### Клубная
Училась в Университете Пердью. Играла за местную футбольную команду — «Пердью Бойлермейкерс». Окончила университет в 2006 году по направлению «Реклама/маркетинг».
В 2004 году играла за команду «Стил-Сити Спаркс».
В 2007—2008 годах играла за клуб «Индиана». В сезоне 2008 сыграла 14 матчей и забила 9 голов.
В 2009 году играла за клуб «Скай Блю». Сыграла 1 матч.
В 2010—2012 годах играла за клуб «Атланта Бит». В сезоне 2010 сыграла 9 матчей. В сезоне 2011 сыграла 11 матчей.
В 2013 году играла за клуб «Канзас-Сити». Сыграла 20 матчей.
В 2014—2015 годах играла за клуб «Хьюстон Дэш». В сезоне 2015 сыграла 1 матч.
В 2016 году играла за клуб «Канзас-Сити».
В мае 2017 года подписала контракт с клубом «Санта-Кларита Блю Хит».

### В сборной
В 2010 году получила канадское гражданство. С 2011 по 2015 год выступала за сборную Канады. Сыграла 46 матчей.
Выступала па Панамериканских играх 2011. Сыграла 5 матчей. Стала чемпионом.
Выступала па Олимпийских играх 2012. Сыграла 6 матчей. Стала бронзовым призёром.
Выступала па чемпионате мира 2015. Сыграла 4 матча.

## Достижения
Сборная Канады
- Чемпион Панамериканских игр: 2011.
- Бронзовый призёр Олимпийских игр: 2012.

## Факты
Любимая футболистка — Миа Хэмм.